# 阿耆多·翅舍钦婆罗
阿耆多·翅舍钦婆罗，又譯阿耆多·頸舍甘婆羅、阿末多、無勝髮褐，古印度宗教思想家，屬沙門教派，與佛陀約生存於同時代。被佛教認為是六師外道之一。

## 佛教記載
《長部·沙門果經》記載了阿耆多翅舍欽婆羅的觀點，其中，第一部份見於《雜阿含經·一五四經》：
|  | 爾時，世尊告諸比丘：何所有故，何所起？何所繫著，何所見我？令諸眾生作如是見、如是說：『無施、無會、無說，無善趣、惡趣業報，無此世、他世，無母、無父、無眾生、無世間阿羅漢正到正趣，若此世、他世見法自知身作證具足住：我生已盡，梵行已立，所作已作，自知不受後有。』 |

第二部份見於《雜阿含經·一五六經》：
|  | 爾時，世尊告諸比丘：何所有故，何所起？何所繫著，何所見我？令諸眾生作如是見、如是說：『諸眾生此世活，死後斷壞無所有；四大和合士夫身，命終時，地歸地、水歸水、火歸火、風歸風，根隨空轉；輿床第五，四人持死人往塜間，乃至未燒可知，燒然已，骨白鴿色立；高慢者知施，黠慧者知受，若說有者，彼一切虛誑妄說；若愚若智，死後他世，俱斷壞無所有。』 |

《長部·沙門果經》記載兩部份皆是阿耆多的觀點。《長阿含經·沙門果經》記載第一部份是末伽梨拘舍梨的觀點，第二部份是阿耆多的觀點。《根本說一切有部毘奈耶》記載兩部份皆是富蘭那迦葉的觀點。《大毘婆沙論》記載第一部份是富蘭那迦葉的觀點。
迦多衍尼子《發智論》判定第一部份為邪見，迦多衍尼子《發智論》判定第二部份中的「根隨空轉」是「我所常住」之邊執見為常見，但因其中的「愚、智者死已，斷壞無有」否定了「有後世」，而判定第二部份在總體上為邊執見，斷見攝。

## 順世論
有人認為阿耆多的觀點可能是順世論先驅，而「順世論」是古印度主張唯物主義的哲學流派。

順世論主張四大種外無別有物，有現世，但沒有前世、後世，眾生從現在世的眾緣而產生。人死後，四大種和合之身分離，四大種各歸其界。具如《大乘廣百論釋論》記載：
|  | 順世外道作如是言：諸法及我，大種為性，四大種外，無別有物，即四大種和合為我，及身心等，內外諸法。現世是有，前後世無，有情數法，如浮泡等，皆從現在眾緣而生，非前世來，不往後世。身根和合，安立差別為緣，發起男女等心，受用所依與我和合，令我體有男等相現，緣此我境，復起我見，謂：我是男、女及非二。 |

## 名字音義
1. 維摩經什註曰：「阿耆多翅舍，字也。欽婆羅，麤衣也。」
2. 同肇註曰：「其人著弊衣，自拔髮。五熱炙身，以苦行為道。」
3. 希麟音義九曰：「阿末多，舊云阿耆多頸舍甘婆羅。阿耆多，此云無勝。頸舍，此云髮。甘婆羅，此云衣。此外道以人髮為衣，五熱炙身也。」
4. 慧琳音義二十六曰：「阿耆陀，此云無勝。翅舍云髮，欽婆羅云衣，此以人髮為衣，五熱炙身也。」